# Pietro Torrigiano

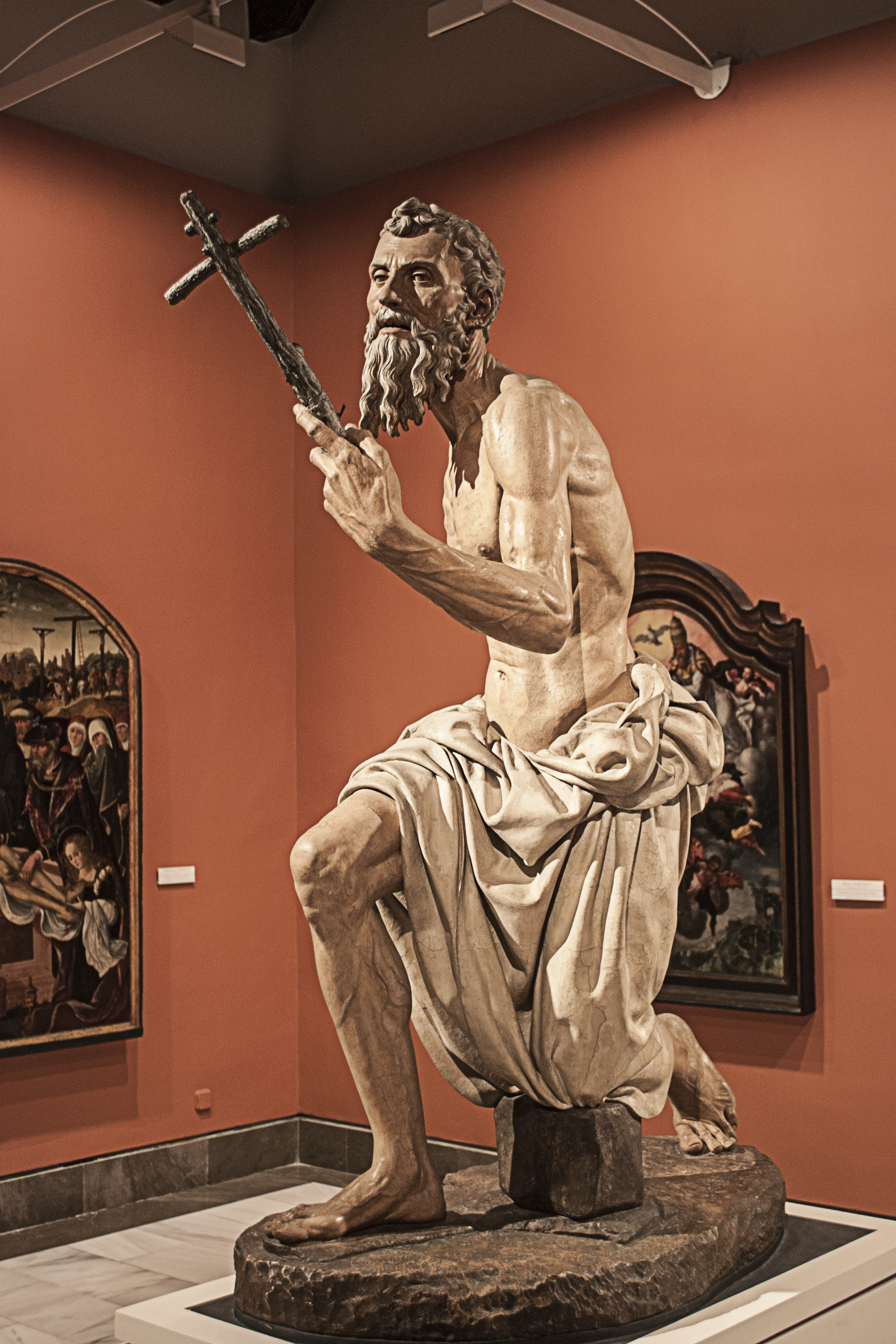
San Jerónimo (Hl. Hieronymus) im Museum von Sevilla

Pietro Torrigiano (auch: Pietro Torrigiani oder Pietro Torrisano; * 24. November 1472 in Florenz; † im August 1528 in Sevilla) war ein Florentiner Renaissancebildhauer und Medailleur.

## Leben
Sein Leben verbrachte er zum größten Teil auf Wanderschaften. Torrigiano arbeitete in den Räumen der Borgias in Rom (1493), in Bologna und Siena. Er ging 1509 nach Antwerpen, wo er vorübergehend im Dienst der Margarete von Österreich stand. 1510 kam er nach England und fertigte hier prominente Werke an: die Gräber Heinrich VII. und seiner Gemahlin Elizabeth of York (1512–18) sowie das Grab von Margaret Beaufort (um 1510) in der Westminster Abbey. Seine Bronze- und Marmorstatuen gelten als erste authentische Beispiele italienischer Renaissance-Kunst in England. 1519 besuchte Torrigiano Florenz und kehrte nach England zurück. Er begab sich schließlich nach Spanien und arbeitete in Sevilla. Dort wurde er von der Inquisition verhaftet und der Ketzerei angeklagt. Er starb im Gefängnis.
In Spanien führte er 1522 die feinen Terracottastatuen von St. Hieronymus und die Jungfrau mit dem Kind aus (beide sind heute im Museum von Sevilla). Zwei im Metropolitan Museum of Art ausgestellte männliche Porträtbüsten – ein Florentiner Kaufmann und der Bischof von Rochester, John Fisher – illustrieren seinen raffinierten und gediegenen Stil.

## Weitere zugeschriebene Werke
- Büste einer Mater dolorosa, um 1507–10 (Amsterdam, Rijksmuseum, Inv. Nr. BK-2011-31)

## Trivia
Als Michelangelo noch ein Knabe war, zeichnete er mit anderen in der Florentiner Kirche Santa Maria del Carmine in der von Masaccio ausgemalten Kapelle, und er hatte die Angewohnheit, alle zu verhöhnen, die dort zeichneten. Pietro Torrigiano wurde es irgendwann zu viel, wie es Benvenuto Cellini berichtete; er ballte die Faust und schlug Michelangelo so heftig auf die Nase, dass sie brach – und so hat er Michelangelo für sein Leben gezeichnet.
In Giorgio Vasaris Vita wird die Geschichte ein wenig anders erzählt. Dort soll Torrigiano seinem Schüler Michelangelo aus Neid den Schlag versetzt haben.